# Synergus clandestinus
Synergus clandestinus är en stekelart som beskrevs av Eady 1952. Synergus clandestinus ingår i släktet Synergus och familjen gallsteklar. Inga underarter finns listade i Catalogue of Life.